# Teichweiden
Teichweiden ist ein Ortsteil von Uhlstädt-Kirchhasel im Landkreis Saalfeld-Rudolstadt in Thüringen.

## Geografie
Teichweiden liegt nördlich von Rudolstadt und südlich von Großkochberg auf einer Anhöhe. Der Thüringenweg führt durch den Ort und verbindet Rudolstadt mit dem Goethewanderweg. Seinen Namen verdankt es drei Teichen im Ort, welche als Löschwasserteiche sowie auch zur Fischzucht und zum Baden genutzt werden.

## Geschichte
Die Ersterwähnung des Ortes datiert auf das Jahr 1330. Bis 1918 gehörte der Ort zur Oberherrschaft des Fürstentums Schwarzburg-Rudolstadt.
Von 1991 bis 2002 gehörte Teichweiden zur Verwaltungsgemeinschaft Uhlstädt. Mit Auflösung dieser am 1. Juli 2002 bildete Teichweiden mit zehn weiteren Gemeinden die neue Gemeinde Uhlstädt-Kirchhasel.

## Kirche
Die historische Kirche des Ortes stammt in ihren Ursprüngen aus dem Mittelalter und wurde im 15. Jahrhundert vergrößert, sie ist für ihre prunkvolle Ausstattung bekannt.

## Ansässige Unternehmen
Der Geflügelhof Teichweiden produziert das Thüringer Frischei und andere Eierprodukte wie Nudeln und Eierlikör.